# Komuna e Dajçit (kommun i Albanien, Lezhë prefektur)
Komuna e Dajçit är en kommun i Albanien.   Den ligger i prefekturen Qarku i Lezhës, i den norra delen av landet, 70 km norr om huvudstaden Tirana.
Trakten runt Komuna e Dajçit består till största delen av jordbruksmark. Runt Komuna e Dajçit är det ganska tätbefolkat, med 144 invånare per kvadratkilometer.